# 森三平太
森 三平太（もり さんぺいた、1927年〈昭和2年〉11月15日 - 2006年〈平成18年〉7月30日）は、日本の俳優。山形県出身。本名：成澤 武利（なりさわ たけとし）。

## 来歴・人物
役者を目指す前には日本国有鉄道で技術者として働いていた。戦後、職場の演劇サークルの中から選ばれて演劇学校へ入学（同級にはいずみたくがいた）。アルバイトをしながら学ぶうち、縁あって大空ヒットから可愛がられ、寄席に出演したこともあるという。
1964年、秋田雨雀・土方与志記念青年劇場の創立に参加。
2006年7月30日、食道癌のため死去。享年78。

## 出演作品

### 映画
- 小林多喜二（1974年）- 小林多喜二の父 役
- 華麗なる一族（1974年）
- 砂の器（1974年） - 岩城署刑事 役
- 天保水滸伝 大原幽学（1976年） - 堀茂兵衛 役
- 八つ墓村（1977年）
- 善人の条件（1989年） - 片岡富士男 役

### テレビ
- 連続テレビ小説 / 本日も晴天なり（1981 - 1982年、NHK） - 彦造 役
- 銀河テレビ小説（NHK）
  - 本日開店（1982年） - 安岡 役
- 旅よ恋よ女たちよ（1985年1月5日、NHK） - 赤松助役 役
- 翼をください（1988年1月3日、NHK）
- 大河ドラマ（NHK)
  - 翔ぶが如く（1990年） - 椎原権兵衛 役
  - 葵 徳川三代（2000年） - 大久保長安 役

### 舞台
- 喜劇キュリー夫人